# Al-Taawoun FC
Al-Taawoun FC – saudyjski klub piłkarski z siedzibą w Burajdzie. W sezonie 2023/2024 występuje w rozgrywkach Saudi Professional League. Został założony 3 stycznia 1956 roku. Barwami klubu są żółty, niebieski i biały.

## Historia
Klub został założony w 1956 roku w Burajdzie. Na początku klub nosił nazwy Saudi Club i Youth Club, jednak w końcu ustalono nazwę Al-Taawoun. W 1960 roku klub powołano do rozgrywek. Na początku drużyna zaczynała w niższych ligach, jednak obecnie od sezonu 2010/2011 gra w najwyższej lidze. W 2019 roku klub zdobył jedyne w swojej historii trofeum, czyli puchar Arabii Saudyjskiej.

## Statystyki w rozgrywkach krajowych
Dotychczas klub zdobył jeden puchar Arabii Saudyjskiej 2019.
Mistrz Arabii Saudyjskiej (0): -
Puchar Arabii Saudyjskiej (1): 2019

## Statystyki w azjatyckich pucharach
Na podstawie:
| Sezon | Rozgrywki     | Runda      | Klub               | Dom          | Wyjazd       | Ogólnie      |
| ----- | ------------- | ---------- | ------------------ | ------------ | ------------ | ------------ |
| 2017  | Liga Mistrzów | Grupa A    | Lokomotiv Taszkent | 1–0          | 4–4          | 5–4          |
| 2017  | Liga Mistrzów | Grupa A    | Esteghlal FC       | 1–2          | 0–3          | 1–5          |
| 2017  | Liga Mistrzów | Grupa A    | Al-Ahli Dubaj      | 1–3          | 0–0          | 1–3          |
| 2020  | Liga Mistrzów | Grupa C    | Sharjah FC         | 0–6          | 1–0          | 1–6          |
| 2020  | Liga Mistrzów | Grupa C    | Al-Duhail SC       | 2–0          | 1–0          | 3–0          |
| 2020  | Liga Mistrzów | Grupa C    | Persepolis         | 0–1          | 0–1          | 0–2          |
| 2020  | Liga Mistrzów | 1/8 finału | Al-Nassr           | 0–1          | 0–1          | 0–1          |
| 2022  | Liga Mistrzów | 2Q         | Al-Jaish SC        | 1–1 (k. 5–4) | 1–1 (k. 5–4) | 1–1 (k. 5–4) |
| 2022  | Liga Mistrzów | Grupa D    | Al-Duhail SC       | 3–4          | 2–1          | 5–5          |
| 2022  | Liga Mistrzów | Grupa D    | Pakhtakor Taszkent | 0–1          | 4–5          | 4–6          |
| 2022  | Liga Mistrzów | Grupa D    | Sepahan            | 3–0          | 1–1          | 4–1          |

## Skład na sezon 2023/24
Aktualny na 27 sierpnia 2023 roku.
| Nr | Poz. | Piłkarz                |
| -- | ---- | ---------------------- |
| 1  | BR   | Mailson                |
| 3  | NA   | Léandre Tawamba        |
| 4  | OB   | Andrei Girotto         |
| 6  | OB   | Mohammed Al-Ghamdi     |
| 8  | PO   | Saad Al-Nasser         |
| 9  | OB   | Abdulmalik Al-Shammari |
| 10 | PO   | Álvaro Medrán          |
| 11 | OB   | Fahad Al-Abdulraziq    |
| 12 | OB   | Sulaiman Hazazi        |
| 13 | PO   | Abdulrahmen Al-Mughais |
| 14 | OB   | Hasan Kadesh           |
| 15 | PO   | Abdulmalik Al-Oyayari  |
| 16 | NA   | Mateus                 |

| Nr | Poz. | Piłkarz                                    |
| -- | ---- | ------------------------------------------ |
| 18 | PO   | Aschraf El Mahdioui                        |
| 20 | PO   | Nawaf Al-Rashwodi                          |
| 23 | OB   | Waleed Al-Ahmad                            |
| 24 | PO   | Flávio (na wypożyczeniu z Trabzonsporu)    |
| 25 | OB   | Faisal Darwish                             |
| 31 | OB   | Saad Yaslam                                |
| 36 | BR   | Raghed Najjar                              |
| 42 | OB   | Muath Faquihi (na wypożyczeniu z Al-Hilal) |
| 52 | OB   | Motaz Hawsawi                              |
| 77 | NA   | Hassan Al-Omari                            |
| 93 | OB   | Awn Al-Saluli                              |
|    | BR   | Mohammed Al-Dhulayfi                       |
|    | NA   | Yacouba Dembélé                            |

## Trener

### Trener główny
Głównym trenerem drużyny jest Brazylijczyk Péricles Chamusca. Pełni tę funkcję od 1 lipca 2022 roku, po zwolnieniu z niej Johna van den Broma. Jego preferowaną formacją jest ofensywne 4-3-3.

### Trenerzy asystenci[13]
- Asystent trenera: Claudio Prates
- Trener przygotowania fizycznego: Rodrigo Poletto
- Analityk materiałów wideo: Fateh Amroune

## Stadion

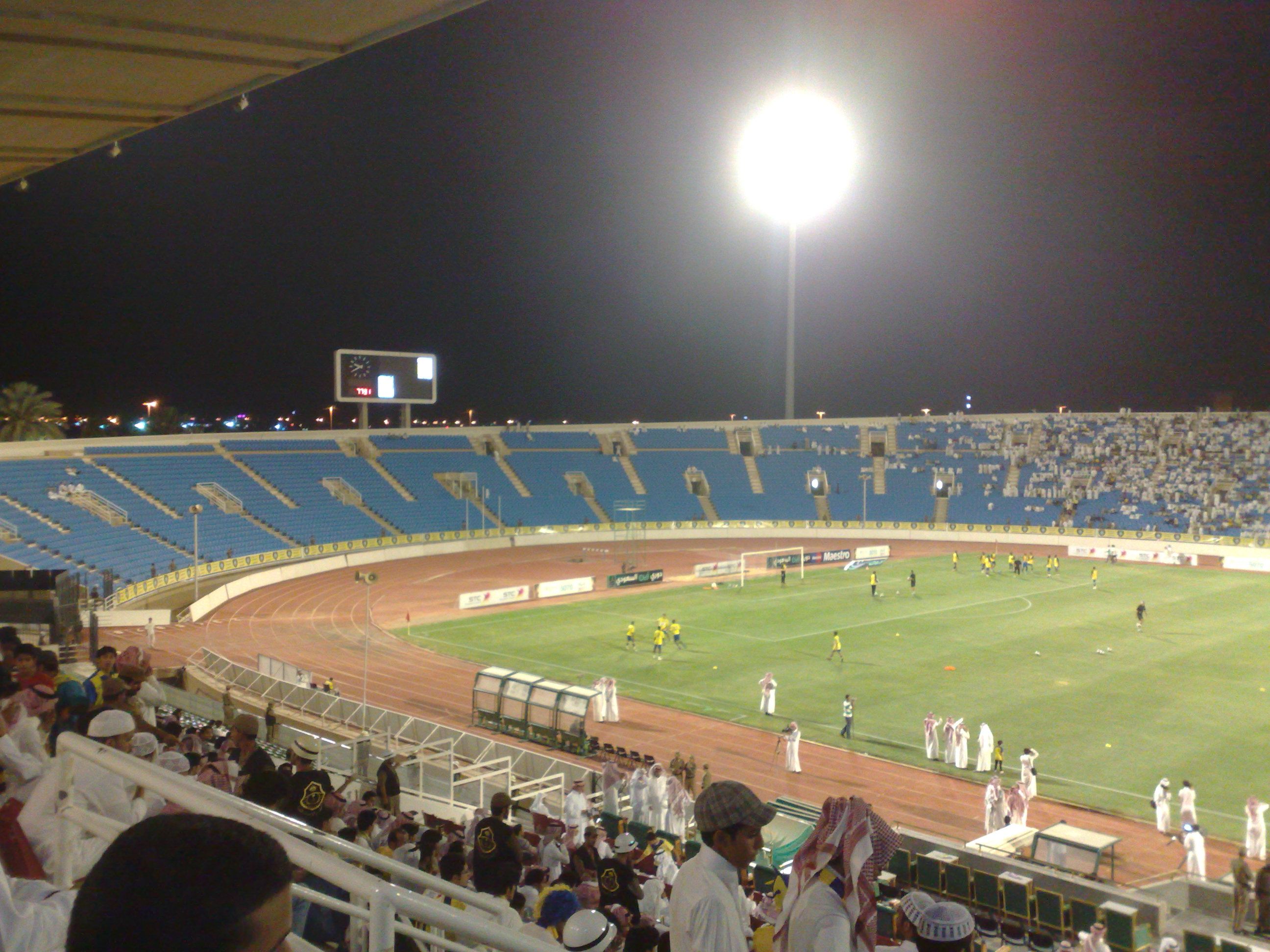
King Abdullah Sport City Stadium

Klub rozgrywa swoje mecze na stadionie King Abdullah Sport City Stadium mogącym pomieścić 25 000 widzów. Został on zainaugurowany w 1983 roku i znajduje się w Burajdzie.

## Rekordy
Spis pokazuje rekordy w historii klubu.
(aktualne na 27 sierpnia 2023 roku)

### Najlepsi strzelcy
- Léandre Tawamba (82 gole) (wciąż aktywny)
- Paul Alo'o Efoulou (41 goli)
- Alejandro Romero (21 goli)

### Najwięcej meczów
- Léandre Tawamba (157 meczów) (wciąż aktywny)
- Jehad Al-Hussien (150 meczów)
- Sandro Manoel (142 mecze)

### Najwyższa wygrana
- Al-Nahda Club 6:0

### Najwyższa porażka
- Nadi asz-Szarika 0:6